# Gasteruptiidae

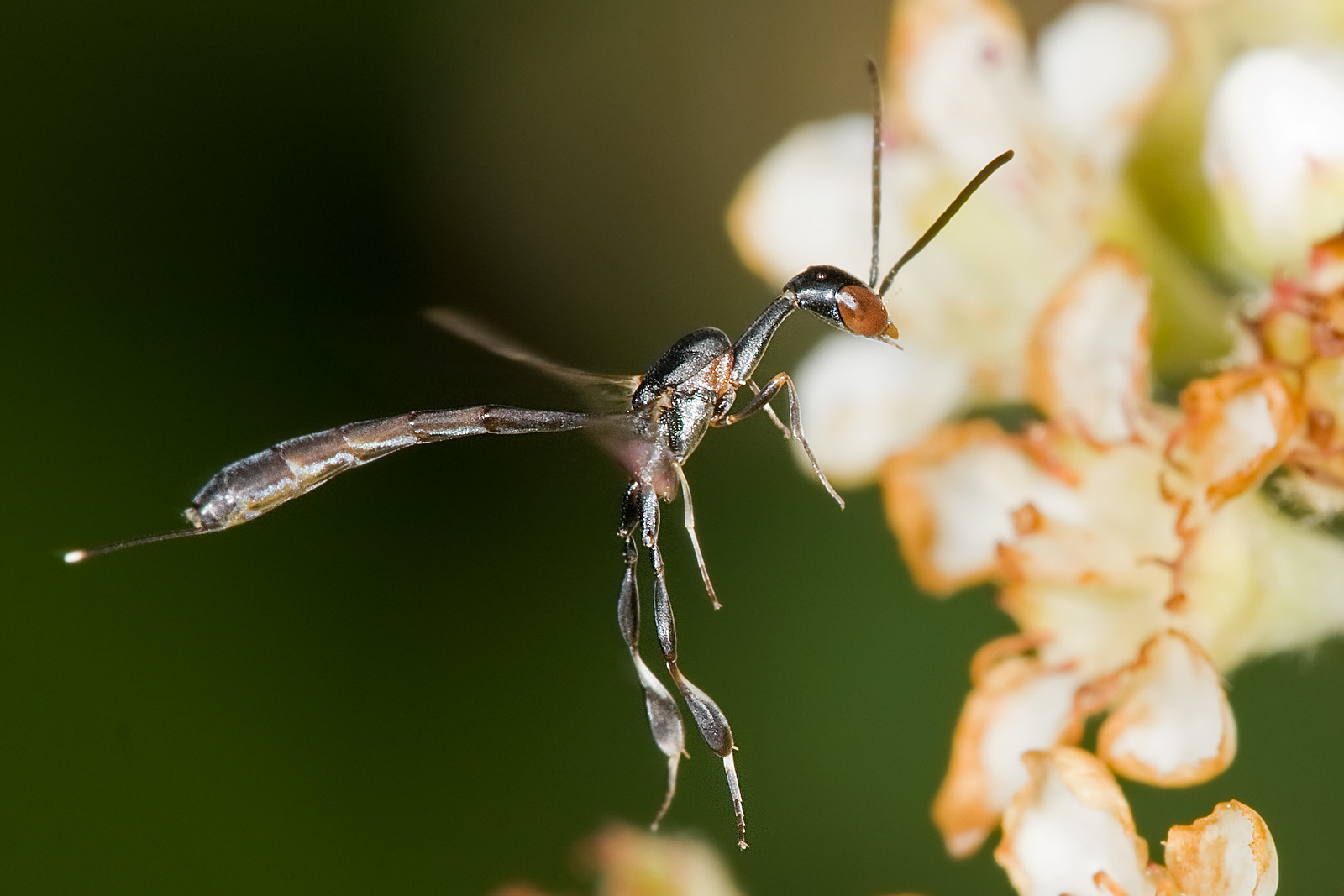
Una especie australiana en vuelo

Gasteruptiidae es una de las familias más características de avispas apócritas, con muy poca variación dentro del grupo. Contiene alrededor de 500 especies en dos subfamilias (Gasteruptiinae e Hyptiogastrinae), con 9 géneros distribuidos mundialmente. Son parásitos de puesta de otros himenópteros, es decir que se comportan como cucos.
La "propleura" forma un cuello alargado. El pecíolo está conectado con el propodeo en una posición elevada. La tibia de las patas posteriores tiene un engrosamiento en forma de mazo. Generalmente las hembras tienen un largo ovipositor (excepto en el género Pseudofoenus), con el que depositan sus huevos en los nidos de abejas solitarias y avispas, donde sus larvas parasitan a estas especies.
La menor de las dos subfamilias, Hyptiogastrinae, tiene una distribución restringida a la Gondwana, con la mayoría de las especies en Australia, 2 en Nueva Zelanda , 2 en Sudamérica y 8 en el sudoeste del Pacífico (Nueva Bretaña, Nueva Caledonia, Nueva Guinea, Fiji y Vanuatu).
La ausencia de dientes en la corona de la cabeza, y las antenas algo engrosadas diferencian fácilmente a estas avispas de las de la familia Stephanidae, que también contiene especies delgadas con largos cuellos.